# Gore (Oklahoma)
Gore é uma cidade  localizada no estado norte-americano de Oklahoma, no Condado de Sequoyah.

## Demografia
Segundo o censo norte-americano de 2000, a sua população era de 850 habitantes.
Em 2006, foi estimada uma população de 926, um aumento de 76 (8.9%).

## Geografia
De acordo com o United States Census Bureau tem uma área de
5,9 km², dos quais 5,9 km² cobertos por terra e 0,0 km² cobertos por água. Gore localiza-se a aproximadamente 171 m acima do nível do mar.

## Localidades na vizinhança
O diagrama seguinte representa as localidades num raio de 12 km ao redor de Gore.